# Anochetus orientalis
Anochetus orientalis é uma espécie de formiga do gênero Anochetus, pertencente à subfamília Ponerinae.